# Bartosz Warchoł
Bartosz Warchoł (16 januari 1992) is een Pools voormalig wielrenner.

## Overwinningen
2014
4e etappe Carpathian Couriers Race
2015
Visegrad 4 Bicycle Race – GP Polski

## Ploegen
- 2015 –  Cycling Academy Team (vanaf 20-4)
- 2016 –  Whirlpool-Author
- 2017 –  Team Hurom
- 2018 –  Wibatech Merx 7R
- 2019 –  Wibatech Merx 7R (vanaf 01/04)

Angulo · Bear · Daško · Einhorn · Gabay · Goldstein · Krasnodębski · Malovec · Migdał · Piaskowy · Sagiv · Talaga · Turek · Warchoł · Zilberstein
Aniołkowski · P. Franczak · W. Franczak · Gutek · Latoń · Matysiak · Migdał · Piaskowy · Sypytkowski · Tomasiak · Warchoł · Sławek (stagiair)
Banaszek · Bogusławski · Honkisz · Janiszewski · Kistowski · Marycz · Morajko · Paterski · Roithmeier · Rutkiewicz · Stępniak · Sykała · Warchoł